# Строительная площадка

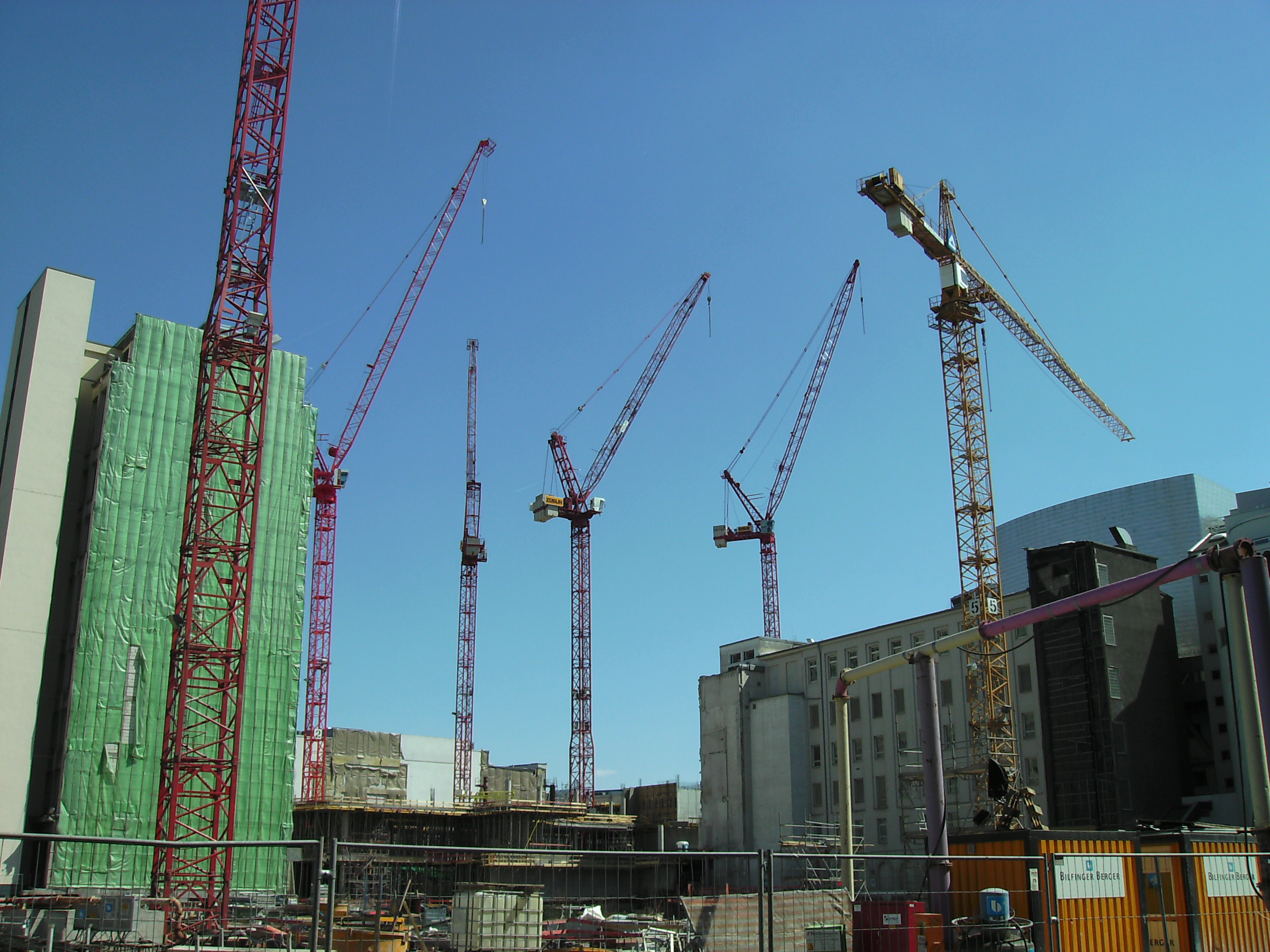
Строительная площадка Palais Quartier во Франкфурте

Строительная площадка — ограждаемая территория, используемая для размещения возводимого объекта строительства, временных зданий и сооружений, техники, отвалов грунта, складирования строительных материалов, изделий, оборудования и выполнения строительно-монтажных работ.
Первоначально разрабатывается строительный генеральный план стройплощадки, на который наносятся строительные объекты, существующие здания и сооружения, мобильные (инвентарные) здания, постоянные и временные дороги, склады, сети канализации, водо- и энергоснабжения, подкрановые пути и места стоянок монтажных кранов.

### Нормативная литература
- СП 48.13330.2019 (СНиП 12-01-2004) Организация строительства.
- ГОСТ Р 58967-2020 Ограждения инвентарные строительных площадок и участков производства строительно-монтажных работ. Технические условия.
- ГОСТ 12.1.046-2014 Система стандартов безопасности труда (ССБТ). Строительство. Нормы освещения строительных площадок.
- ГОСТ Р 50571.23-2000 (МЭК 60364-7-704-89) Электроустановки зданий. Часть 7. Требования к специальным электроустановкам. Раздел 704. Электроустановки строительных площадок.
- СТО НОСТРОЙ 2.33.52-2011 Организация строительного производства. Организация строительной площадки. Новое строительство.
- СТО СРО-С 60542960 00046-2019 Организация культуры производства на строительных площадках.
- Пособие по оценке качества работ при изготовлении сборных бетонных и железобетонных мостовых конструкций на строительной площадке.
- ГОСТ Р 53695-2009 Шум. Метод определения шумовых характеристик строительных площадок.
- ГОСТ IEC 61439-4-2015 Устройства комплектные низковольтные распределения и управления. Часть 4. Частные требования к комплектным устройствам, используемым на строительных площадках.
- СТО НОСТРОЙ 2.12.210-2016 Строительные конструкции металлические. Защита от коррозии в условиях строительно-монтажной площадки. Правила, контроль выполнения и требования к результатам работ.